# Pontgouin
Pontgouin é uma comuna francesa na região administrativa do Centro, no departamento Eure-et-Loir. Estende-se por uma área de 25,12 km². Em 2010 a comuna tinha 1 422 habitantes (densidade: 56,6 hab./km²).